# Anyphops mumai
Espèce
Synonymes
- Selenops minutus Lawrence, 1940 nec F. O. Pickard-Cambridge, 1900
- Selenops mumai Corronca, 1996

Anyphops mumai est une espèce d'araignées aranéomorphes de la famille des Selenopidae.

## Distribution
Cette espèce est endémique du Cap-Oriental en Afrique du Sud,. Elle se rencontre vers Grahamstown.

## Description
Le mâle holotype mesure 5,2 mm.

## Étymologie
Cette espèce est nommée en l'honneur de Martin Hammond Muma.

## Publications originales
- Corronca, 1996 : Catálogo de las especies de la familia Selenopidae Simon, 1887 (Araneae). Acta Zoologica Lilloana, vol. 43, p. 393-409.
- Lawrence, 1940 :  The genus Selenops (Araneae) in South Africa. Annals of the South African Museum, vol. 32, p. 555-608 (texte intégral).